# Can Gabriel (Massanes)
Can Gabriel és una obra de Massanes (Selva) inclosa a l'Inventari del Patrimoni Arquitectònic de Catalunya.

## Descripció
Edifici aïllat, situat al barri del Marquès, en un trencall a la dreta del Camí de Sant Feliu de Buixalleu, abans d'arribar a la Baixada dels Mosquers.
Casa de planta quadrada amb planta baixa i pis, i coberta de teula àrab a doble vessant. Totes les finestres són quadrangulars i amb reixes de ferro forjat.
El més destacable és una torre-molí que hi ha a la part posterior de la casa, amb planta rectangular i coberta piramidal amb tèula àrab. Al llarg de la seva estructura hi ha diverses obertures en arc pla, i a la part superior hi ha un mirador, sostentat falsament per modillons i amb una barana de ferro forjat. A cada cantonada, una cadena amb pedra.
La façana està realitzada amb maó arrebossat i pintat de blanc. A les cantonades hi ha cadenes formades per carreus de pedra.

## Història
Per la seva tipologia és datable al segle xviii. L'estructura es va reformar totalment seguint l'estructura de la casa anterior als anys 80.